# 乔治·纳什
乔治·纳什（英語：George Nash，1989年10月2日—），英国男子赛艇运动员。他曾代表英国参加2012年和2016年夏季奥林匹克运动会赛艇比赛，获得一枚金牌和一枚铜牌。